# Samten Püntsog
Samten Püntsog  (1703-1770) was een Tibetaans geestelijke. Hij was de zevenenvijftigste Ganden tripa van 1757 tot 1764 en daarmee de hoofdabt van het klooster Ganden en hoogste geestelijke van de gelugtraditie in het Tibetaans boeddhisme.
Hij werd geboren in Lodar in 1703. Lodar is in de Kadam traditie een heilige plaats, gelegen nabij Pakmo Chode, niet ver van het Gandenklooster. In zijn jeugd was hij jakherder.
Op nog jonge leeftijd schreef hij zich in bij het Loseling College van het Drepungklooster en begon aan een basisopleiding bestaande uit lezen, schrijven en het leren van gebedsteksten. Vervolgens studeerde hij de belangrijke onderwerpen van het Gelug-curriculum. In 1733, op de leeftijd van 31 jaar, deed Samten Püntsog examen tijdens een speciale sessie van het Monlam-gebedsfestival in Lhasa, dat werd gehouden ter ere van de overleden moeder van Polhane Sonam Tobgye (1689-1747). Daarna legde hij op de leeftijd van 34 jaar de volledige monniksgelofte af bij de 7e Dalai lama Kälsang Gyatso (1708-1757), van wie hij later ook veel onderricht kreeg.
Ook kreeg hij onderwijs van een aantal andere eminente docenten als de derde Changkya Koetoektoe, Changkya Rölpe Dorje (1717-1786), de 53e Ganden tripa Trichen Gyaltsen Sengge (16788-1756) en de 55e Ganden tripa, Trichen Ngawang Namka Tsangpo (1690-1750).
Samten Püntsog ging naar het Gyuto-college waar hij tantra studeerde. Na afloop hiervan diende hij als zangleider en daarna abt van Gyuto. Vervolgens werd hij abt van het Shartse-college van Ganden, waar hij vooral onderricht gaf in sutra. In 1757 werd hij benoemd tot troonhouder en daarmee de 57e Ganden tripa. Hij bleef dit gedurende de gebruikelijke zeven jaar, tot 1764.
Na het eind van zijn ambtstermijn vestigde Trichen Samten Püntsog zich in Pakmo Chode en bracht enkele jaren door met intensieve meditatie. Hij sponsorde de bouw van een grote stoepa van verlichting van ruim 2,5 meter hoog, gemaakt van zilver, goud en kostbaar gesteente, die later in het Sarma Lhakhang van Ganden werd geplaatst. In zijn laatste jaren gaf hij nog onderricht en nam geloften bij monniken in Pakmo Chode af zoveel hij kon. In 1770 overleed hij op de leeftijd van 68 jaar. Zijn volgelingen maakten voor hem een zilveren reliekhouder, waarin zijn hart, tong en andere relieken, die na de crematie in zijn as werden gevonden, geplaatst werden.